# Academia poetică
Academia poetică a fost o organizație, creată de Nikolai Gumiliov care avea drept scop formarea poeților acmeiști.